# Christian August 1. af Slesvig-Holsten-Sønderborg-Augustenborg
Christian August 1. af Slesvig-Holsten-Sønderborg-Augustenborg (4. august 1696 – 20. januar 1754, var en sønderjysk hertug ud af den oldenborgske slægt.

## Biografi
Christian August blev født den 4. august 1696 på Augustenborg Slot som den ældste søn af hertug Frederik Vilhelm af Slesvig-Holsten-Sønderborg-Augustenborg og hertuginde Sophie Amalie (født komtesse Ahlefeldt). 
Christan August tiltrådte som 18-årig ved faderens død 1714 besiddelsen af Augustenborg Slot med avlsgård, Rumohrsgaard på Als og Avnbølgaard i Sundeved. Han ægtede 21. juli 1720 Frederikke Louise Danneskiold-Samsøe, datter af Christian Gyldenløve og Charlotte Amalie Danneskiold-Laurvig. Året efter mødte han til hyldingen på Gottorp Slot og aflagde her den bekendte ed til kong Frederik 4. og hans efterfølgere efter kongeloven. Han blev ved denne lejlighed Ridder af Elefanten og i december samme år general. 
I året 1725 købte han på auktion efter sin fætter greve Frederik Ahlefeldt slottet i Gråsten med gårdene Fiskebæk og Kiding, hvortil senere kom Aarup og Kjelstrup. Af disse godser oprettede hans hustru, for hvis penge de var købt, et fideikommis. 30. december 1730 overdrog kong Christian 6. hertugen på livstid det betydelige gods Gammelgaard på Als, og 1732 fik han bestalling som amtmand på Als med titel af guvernør. 
Christian August døde 57 år gammel den 20. januar 1754 på Augustenborg Slot, 10 år efter sin hustru. Han blev begravet i Gravkapellet på Sønderborg Slot. Christian August blev efterfulgt som hertug af sin ældste søn Frederik Christian.

## Ægteskab og børn
Christian August giftede sig den 21. juli 1720 i Kalundborg med Frederikke Louise Danneskiold-Samsøe, der var datter af Christian Gyldenløve i hans ægteskab med Charlotte Amalie Danneskiold-Laurvig. Hun døde 2. december 1744. Christian August og Frederikke Louise fik 8 børn:
| Navn                                     | Født                                     | Død                                      | Bemærkninger |
| Med Frederikke Louise Danneskiold-Samsøe | Med Frederikke Louise Danneskiold-Samsøe | Med Frederikke Louise Danneskiold-Samsøe | Med Frederikke Louise Danneskiold-Samsøe |
| ---------------------------------------- | ---------------------------------------- | ---------------------------------------- | --- |
| Frederik Christian 1.                    | 6. april 1721                            | 13. november 1794                        | Hertug af Slesvig-Holsten-Sønderborg-Augustenborg 1754–1794 Gift 1762 med prinsesse Charlotte Amalie Vilhelmine af Slesvig-Holsten-Sønderborg-Plön (1744–1770) |
| Emil August                              | 3. august 1722                           | 6. december 1786                         | |
| Christian Ulrik                          | 1. december 1723                         | 3. december 1723                         | |
| Sophie Charlotte                         | 31. maj 1725                             | 7. oktober 1752                          | |
| Christiane Ulrikke                       | 15. marts 1727                           | 20. december 1794                        | |
| Sophie Magdalene                         | 23. maj 1731                             | 2. juli 1799                             | |
| Charlotte Amalie                         | 15. oktober 1732                         | 15. oktober 1732                         | |
| Charlotte Amalie                         | 24. januar 1736                          | 22. marts 1815                           | |
| dødfødt barn                             | 24. januar 1736                          | 24. januar 1736                          | |

## Eksterne links
- Hans den Yngres efterkommere
- Die Herzöge von Augustenburg på Gesellschaft für Schleswig-Holsteinische Geschichte's hjemmeside (tysk)